# بانكاليري
بانكالييري هي كومونا في مدينة تورينو الحضرية في منطقة بيمونتي الإيطالية، على بعد حوالي 30 كم جنوب غرب تورينو.
تحد بانكالييري البلديات التالية:أوساسيو، وفيرل بيمونتي، وفيجون، ولومبرياسكو، وكاسالغراسو، وفيلافرانكا بيومنتي، وفولي، وبولونغيرا .